# Sophie-Charlotte d'Oldenbourg
La duchesse Sophie-Charlotte d'Oldenbourg (2 février 1879 - 29 mars 1964) est une membre de la maison d'Oldenbourg. Elle est le seul enfant survivant du grand-duc Frédéric-Auguste II d'Oldenbourg et de sa première épouse la princesse Élisabeth-Anne de Prusse.
Sophie-Charlotte est surtout connue pour son mariage malheureux et très médiatisé avec le prince Eitel-Frédéric de Prusse, deuxième fils de l'empereur Guillaume II. Le mariage se finit en divorce et Sophie-Charlotte se remarie avec Harald von Hedemann, un ancien policier.

## Biographie

### Famille et jeunesse
Sophie-Charlotte (ou "Lotte") est née le 2 février 1879 au château d'Oldenbourg. Elle est l'aînée des enfants de Frédéric-Auguste, héritier du grand-duché d'Oldenbourg, et d'Élisabeth-Anne de Prusse. Elle a une sœur cadette nommée Marguerite, morte dans l'enfance.
Elle passe une grande partie de son enfance à l'étranger et rend souvent visite à sa tante Louise-Marguerite de Prusse, duchesse de Connaught et Strathearn, à Londres. Elle séjourne également souvent en Italie avec sa grand-mère maternelle la princesse Marie-Anne d'Anhalt-Dessau.
Sophie-Charlotte reçoit une éducation de qualité dans une atmosphère calme, à l'écart du monde. Elle est une bonne linguiste et musicienne, ainsi qu'une aquarelliste de talent. Elle est la compagne de son père lors de voyages nautiques, et elle en garde un grand amour de la mer.
On s'inquiète dans sa jeunesse de sa santé, qui est fragile, comme celle de sa mère. Cependant, en voyageant dans des stations thermales, elle surmonte tout signe de maladie. Au moment de son mariage, Sophie-Charlotte est "devenue une heureuse jeune femme en parfaite santé, dont les cheveux blonds et les yeux bleus, si entièrement allemands, sont associés à une délicatesse de traits qui suggère une origine latine plutôt que teutonique.". La jeune fille est alors considérée comme mince et gracieuse avec des traits pâles et réguliers. Les contemporains affirment qu'elle a hérité de la beauté et du charme de sa mère . Comme elle est le seul enfant du grand-duc et de sa première femme, elle est une grande héritière. Sa richesse est souvent soulignée lorsqu'elle est mentionnée dans la presse. Elle est ainsi qualifiée de "jolie, riche et supposément très intelligente" , mais une autre source contemporaine la décrit cependant comme banale et inintéressante .
Sa mère meurt en 1895 et son père se remarie l'année suivante avec Élisabeth-Alexandrine de Mecklembourg-Schwerin, avec qui il a cinq enfants, dont Nicolas d'Oldenbourg, Ingeborg, princesse de Schaumbourg-Lippe, et Altburg, princesse de Waldeck-Pyrmont. Ils résident tous ensemble dans le tout nouveau palais Élisabeth-Anne. Ce deuxième mariage rend la vie familiale de Sophie-Charlotte compliquée et elle est heureuse de s'échapper une fois qu'un mariage convenable lui est proposé .

### Premier mariage
En juin 1905, Sophie-Charlotte rencontre pour la première fois le prince Eitel-Frédéric de Prusse lors du mariage de son frère le prince héritier Guillaume avec Cécilie de Mecklembourg-Schwerin. À Kiel plus tard ce mois-là, Sophie-Charlotte fait plus ample connaissance avec lui. La mère d'Eitel-Frédéric souhaite particulièrement cette union, car elle considère la maison d'Oldenbourg comme calme, inoffensive et de rang approprié pour un prince . De plus, la mère de Sophie-Charlotte, elle-même une princesse prussienne, était une grande amie de la duchesse de Saxe-Meiningen, la sœur de l'empereur, qui est ainsi la marraine de Sophie-Charlotte, et la jeune fille est elle-même une favorite du souverain. Sa proximité avec la cour prussienne est si importante qu'elle a même déclenché des rumeurs de mariage avec le prince Guillaume, qui a cependant préféré Cécilie.

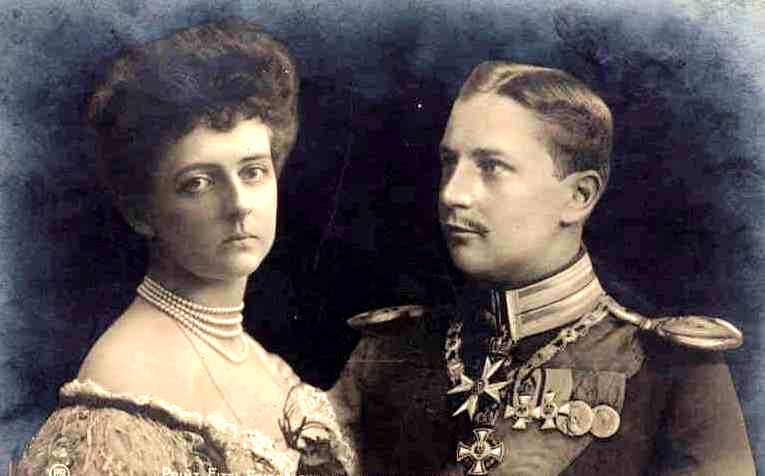
Sophie-Charlotte avec le prince Eitel-Frédéric en 1910.

En septembre 1905, Eitel-Frédéric séjourne à Lensahn avec la famille d'Oldenbourg, et le couple se fiance. La forte pression de la famille du prince, malgré sa réticence supposée, ainsi que le désir de Sophie-Charlotte de quitter son domicile sont peut-être les véritables causes de leurs fiançailles. De nombreuses rumeurs circulent en effet sur le comportement d'Eitel-Frédéric en tant que soldat, de sorte que ses parents sont sans aucun doute impatients de le voir marié à une jeune femme apparemment respectable et vertueuse . Un contemporain décrit ainsi la façon dont les événements se sont produits :
"Le prince Eitel-Frédéric, qui est le favori de son père, étant aussi grand que brutal et aussi féroce que gros, s'est marié presque par contrainte, afin de mettre fin aux affreuses rumeurs qui circulaient à Berlin concernant ses étranges penchants." 
Le 27 février 1906, Sophie-Charlotte épouse donc le prince Eitel-Frédéric à Berlin. C'est aussi le jour anniversaire des noces d'argent de l'empereur et de l'impératrice, ce qui amplifie considérablement l'événement auquel assistent 1 500 invités, dont de nombreux membres des familles royales allemandes. Sophie-Charlotte porte une robe de soie blanche brodée de roses argentées, avec une traîne de près de quatre mètres. Trois cérémonies sont organisées : la signature du contrat de mariage selon les statuts de la maison de Hohenzollern le premier jour, et l'administration des serments de droit civil puis les rites religieux dans la chapelle du château le second. La princesse est chaleureusement accueillie à Berlin .
Malgré cet accueil, Sophie-Charlotte ne réussit à se faire des amis à Berlin . Le mariage est également malheureux, Eitel-Frédéric étant continuellement infidèle. En réalisant quel type de personne elle a épousé, Sophie-Charlotte "s'est retirée dans une sorte de réserve hautaine, dont elle n'est jamais sortie" . Ils se voient rarement pendant la Première Guerre mondiale, le prince étant au combat . C'est une période solitaire pour Sophie-Charlotte, qui réside principalement au château de Bellevue à Berlin, où elle passe son temps à lire, à peindre et à fréquenter un petit nombre d'amis .

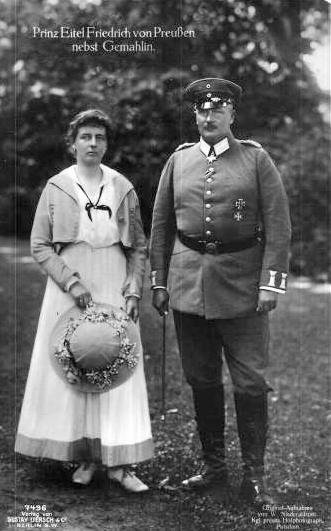
Sophie-Charlotte et Eitel-Frédéric en 1925.

Le couple divorce le 20 octobre 1926. Il aurait voulu le faire avant la guerre, mais en a été empêché par l'empereur. Eitel-Frédéric aurait entamé une procédure de divorce contre Sophie-Charlotte le 15 mars 1919 en invoquant des infidélités commises avant la guerre. En fin de compte, le verdict rendu par le tribunal attribue la responsabilité de la séparation au prince.

### Second mariage
Sophie-Charlotte épouse en 1927 Harald von Hedemann, un ancien policier de Potsdam. Il a alors quarante ans et elle quarante-huit. Malgré le faible statut social du marié, le mariage a lieu au palais grand-ducal de Rastede en présence du père de Sophie-Charlotte ainsi que d'un petit nombre des relations du couple. Le couple élit domicile dans ce même château, et la richesse de la princesse leur permet un train de vie confortable.
Sophie-Charlotte meurt le 29 mars 1964 à Westerstede.

## Titulature
- 2 février 1879 - 27 février 1906 : Son altesse grand-ducale la princesse Sophie-Charlotte d’Oldenbourg.
- 27 février 1906 - 20 octobre 1926 : Son altesse impériale et royale la princesse Sophie-Charlotte de Prusse, princesse d'Oldenbourg.
- 20 octobre 1926 - 29 mars 1964 : Son altesse grand-ducale la princesse Sophie-Charlotte d’Oldenbourg.